# Listen, Learn, Read On
Albums de Deep Purple
Abandon
(1998) Bananas
(2003)
Listen, Learn, Read On est une compilation de Deep Purple, sortie sous forme de coffret en 2002. Il s'agit d'une collection de 74 morceaux regroupés en 6 CD. On trouve au début une sélection de titres enregistrés par les différents membres avant leur arrivée dans Deep Purple.
Listen, Learn, Read On a été supprimé du marché par EMI, et n'est désormais plus produit.

## Titres
Tous les morceaux ont été écrits et composés par Ritchie Blackmore, Ian Gillan, Roger Glover, Jon Lord et Ian Paice sauf indication contraire.

### Disque 1: Pre Purple & Mk 1
1. The Outlaws – Keep a-Knockin' (Penniman) 2:34 Avec Ritchie Blackmore.
2. The MI5 – You'll Never Stop Me Loving You (Lewis) 3:28 Avec Rod Evans et Ian Paice.
3. The MI5 – Only Time Will Tell (Lewis) 2:11 Avec Rod Evans et Ian Paice.
4. Johnny Kidd & the Pirates – Send For that Girl (Barter) 2:42 Avec Nick Simper.
5. Santa Barbara Machine Head – Porcupine Juice (Dudgeon, Lord) 3:13 Avec Jon Lord.
6. Episode Six – I Can See Through You (Glover) 3:23 Avec Ian Gillan et Roger Glover.
7. Episode Six – Mr. Universe (David, Gillan) 4:17 Avec Ian Gillan et Roger Glover.
8. Trapeze – Medusa (Hughes) 5:40 Avec Glenn Hughes.
9. The Government – Does Anybody Really Know What Time It Is? (Lamm) 3:17 Avec David Coverdale.
10. Zephyr – See My People Come Together (Bolin) 6:07 Avec Tommy Bolin.
11. Hush (South) – 4:13
12. Help! (Lennon, McCartney) 6:00
13. Shield (Blackmore, Evans, Lord) 6:01
14. Listen, Learn, Read On (Blackmore, Evans, Lord, Paice) 4:00
15. Kentucky Woman (Neil Diamond) 4:41
16. Playground (Blackmore, Lord, Paice, Simper) 4:31 Inédit des sessions de l'album The Book of Taliesyn.
17. Emmaretta (Blackmore, Evans, Lord) 2:58 Face A d'un single.
18. The Bird Has Flown (Blackmore, Evans, Lord) 2:51 Face B du single Emmaretta aux États-Unis.

### Disque 2: Mk 1 & Mk 2
1. Why Didn't Rosemary (Blackmore, Evans, Lord, Simper, Paice) – 5:02
2. Hallelujah (Greenaway, Cook) – 3:40 Face A d'un single.
3. Ricochet – 3:04 Session BBC du 11 août 1969.
4. The Bird Has Flown (Blackmore, Evans, Lord) – 3:03 Session BBC du 11 août 1969.
5. Hush (South) – 4:16 En concert au Royal Albert Hall de Londres le 24 septembre 1969.
6. Concerto Third Movement Reprise (Lord) – 5:36 En concert au Royal Albert Hall de Londres le 24 septembre 1969.
7. Wring that Neck (Blackmore, Lord, Paice, Simper) 20:43 En concert au casino de Montreux le 4 octobre 1969.
8. Jam Stew – 3:54 Session BBC du 31 octobre 1969.
9. Speed King – 3:23 Session BBC du 31 octobre 1969.
10. Cry Free – 3:08 Inédit des sessions de l'album In Rock.
11. Hard Lovin' Man – 4:12 Session BBC du 21 avril 1970.
12. Bloodsucker – 3:14 Session BBC du 21 avril 1970.
13. Living Wreck – 2:58 Session BBC du 21 avril 1970.
14. Studio Chat / Jam – 0:40
15. Flight of the Rat – 7:53 Remix de 1995.

### Disque 3: Mk 2
1. Mandrake Root (Blackmore, Evans) – 30:02 En concert à la Konserthuset de Stockholm le 12 novembre 1970.
2. Grabsplatter – 4:30 Session BBC du 23 septembre 1970.
3. Child in Time – 10:47 Session BBC du 23 septembre 1970.
4. Jon Lord Interview – 1:35
5. Black Night – 3:28 Session BBC du 23 septembre 1970.
6. Into the Fire – 3:48 Session BBC du 23 septembre 1970.
7. Fools – 5:19
8. Fireball – 3:23
9. No One Came – 6:24
10. Demon's Eye – 6:08 Remix de 1996.

### Disque 4: Mk 2 & Mk 3
1. No No No – 7:16 En concert pour l'émission allemande Beat Club en septembre 1971.
2. Highway Star – 6:08 En concert pour l'émission allemande Beat Club en septembre 1971.
3. Smoke on the Water – 5:49 Mix quadriphonique de 1974.
4. Never Before – 4:01 Mix quadriphonique.
5. When a Blind Man Cries – 3:27 Remix de 1997.
6. Strange Kind of Woman – 8:44 En concert pour la BBC au Paris Theatre de Londres le 9 mars 1972.
7. Lazy – 11:13 En concert au Nippon Budokan de Tokyo le 17 août 1972.
8. Black Night – 5:47 En concert au Kōsei Nenkin Kaikan d'Osaka le 16 août 1972.
9. Woman from Tokyo – 6:24 Remix de 1999.
10. Smooth Dancer – 4:08
11. Mary Long – 4:26 Remix de 1999.
12. Burn (Blackmore, Coverdale, Lord, Paice) – 6:00
13. Might Just Take Your Life (Blackmore, Coverdale, Lord, Paice) – 4:36

### Disque 5: Mk 3
1. Sail Away (Blackmore, Coverdale) – 5:47
2. Coronarias Redig (Blackmore, Lord, Paice) – 4:52 Face B du single Might Just Take Your Life.
3. You Fool No One (Blackmore, Coverdale, Lord, Paice) – 18:58 En concert au festival California Jam le 6 avril 1974.
4. Mistreated (Blackmore, Coverdale) – 12:02 En concert au San Diego Sports Arena le 9 avril 1974.
5. Space Truckin' – 29:52 En concert au Gaumont State Cinema de Kilburn le 22 mai 1974.

### Disque 6: Mk 3 & Mk 4
1. Stormbringer (Blackmore, Coverdale) – 4:04 Mix quadriphonique.
2. Soldier of Fortune (Blackmore, Coverdale) – 3:14 Mix quadriphonique.
3. Hold On (Coverdale, Hughes, Lord, Paice) – 5:08 Mix quadriphonique.
4. High Ball Shooter (Blackmore, Coverdale, Hughes, Lord, Paice) – 4:30 Mix instrumental.
5. The Gypsy (Blackmore, Coverdale, Hughes, Lord, Paice) – 5:43 En concert au Palais des sports de Paris le 7 avril 1975.
6. Drifter (Bolin, Coverdale) – 3:58 En studio en juin 1975.
7. Dance to the Rock'n'Roll (Bolin, Coverdale, Hughes, Lord, Paice) – 10:59 En studio en juin 1975.
8. This Time Around / Owed to 'G' (Hughes, Lord / Bolin) – 6:06
9. Love Child (Bolin, Coverdale) – 3:03
10. Wild Dogs (Bolin, Tesar) – 5:54 En concert au Nippon Budokan de Tokyo le 15 décembre 1975.
11. Lady Luck (Cook, Coverdale) – 3:24 En concert au Long Beach Arena le 27 février 1976.
12. Gettin' Tighter (Bolin, Hughes) – 13:18 En concert au Long Beach Arena le 27 février 1976.
13. You Keep on Movin' (Coverdale, Hughes) – 5:18

## Musiciens
- Mk 1 (1968-1969) : Ritchie Blackmore, Rod Evans, Jon Lord, Ian Paice, Nick Simper
- Mk 2 (1969-1973) : Ritchie Blackmore, Ian Gillan, Roger Glover, Jon Lord, Ian Paice
- Mk 3 (1973-1975) : Ritchie Blackmore, David Coverdale, Glenn Hughes, Jon Lord, Ian Paice
- Mk 4 (1975-1976) : Tommy Bolin, David Coverdale, Glenn Hughes, Jon Lord, Ian Paice